# 이반 우도도프
이반 바실리에비치 우도도프(러시아어: Иван Васильевич Удодов, 1924년 5월 20일 ~ 1981년 10월 16일)는 소련의 역도 선수였다. 그는 1952년 헬싱키 올림픽과 1953년 세계 역도 선수권 대회에서 밴텀급 부문의 금메달을 획득하였다. 그 후에 패더급으로 전향해서 1954년과 1955년 세계 역도 선수권 대회에서 은메달을 획득하였다. 1952년부터 1954년 사이에 4개의 세계 기록을 세웠다.
17세 때 독일 국방군에게 포로로 잡혀 부헨발트 강제 수용소에 보내졌다. 1945년에 풀려나올 때 몸무게가 대략 30kg이었던 우도도프는 걷지를 못하였다. 자신의 힘을 회복하기 위하여 역도를 시작하여 이미 1949년 소련 밴텀급 선수권에서 2위를 하였다. 그는 1950년부터 1952년까지 국내 밴텀급 타이틀을 우승하였다.
1954년 페더급으로 전향하여 2개의 세계 기록을 세웠으나 성공적이지 못하고, 1956년 그 부문에서 단 하나의 국내 타이틀을 우승하였다. 같은 해 부상으로 인하여 올림픽 팀에 뽑히지 못하였다.
그는 트럭 운전사가 되기 위해 은퇴했고 나중에 로스토프에서 역도 코치가 되었다.